# David Wheaton
David Wheaton (ur. 2 czerwca 1969 w Minneapolis) – amerykański tenisista, reprezentant w Pucharze Davisa.

## Kariera tenisowa
Zaczął grać w tenisa mając cztery lata. Trenował u Nicka Bolletieriego z Jimem Courierem i Andre Agassim.
W cyklu juniorów został mistrzem US Open 1987 w grze pojedynczej chłopców, po zwycięstwie w finale z Andriejem Czerkasowem 7:5, 6:0.
Zawodowym tenisistą Wheaton był w latach 1987–2001. W roku 1990 został ćwierćfinalistą Australian Open i US Open. Rok później osiągnął półfinał Wimbledonu. W grudniu 1991 w Monachium wygrał Puchar Wielkiego Szlema po pokonaniu 7:5, 6:2, 6:4 w finale Michaela Changa. W sumie w przeciągu całej kariery wygrał 3 turnieje rangi ATP World Tour oraz osiągnął 4 finały.
W grze podwójnej Amerykanin został triumfatorem 3 imprez ATP World Tour oraz uczestnikiem 12 finałów. W 1990 roku przegrał finał US Open tworząc parę z Paulem Annacone. Amerykanie w finale nie sprostali Piterowi Aldrichowi i Daniemu Visserowi. W sezonie 1991 Wheaton został finalistą Australian Open wspólnie z Patrickiem McEnroe w decydującym meczu ulegając parze Scott Davis–David Pate.
W marcu 1993 roku zagrał w Pucharze Davisa w rywalizacji 1 rundy grupy światowej przeciwko Australii, najpierw przegrywając z Toddem Woodbridge, a potem wygrywając z Wallym Masurem.
Ofensywny zawodnik, lubujący się w graniu half–wolejów. Zawsze występował w czapce lub opasce (swego czasu w barwach USA).
Najwyżej w rankingu ATP World Tour singlistów zajmował 12. miejsce (22 lipca 1991), a w rankingu deblistów 24. miejsce (24 czerwca 1991).

### Finały w turniejach ATP World Tour
| Legenda                                      |
| -------------------------------------------- |
| Wielki Szlem                                 |
| Igrzyska olimpijskie                         |
| Tennis Masters Cup / ATP Finals              |
| ATP Masters Series / ATP Tour Masters 1000   |
| ATP International Series Gold / ATP Tour 500 |
| ATP International Series / ATP Tour 250      |

#### Gra pojedyncza (3–4)
| Końcowy wynik | Nr | Data            | Turniej       | Nawierzchnia    | Przeciwnik      | Wynik finału     |
| ------------- | -- | --------------- | ------------- | --------------- | --------------- | ---------------- |
| Zwycięzca     | 1. | 13 maja 1990    | Kiawah Island | Ceglana         | Mark Kaplan     | 6:4, 6:4         |
| Finalista     | 1. | 24 marca 1991   | Miami         | Twarda          | Jim Courier     | 6:4, 3:6, 4:6    |
| Finalista     | 2. | 16 czerwca 1991 | Londyn        | Trawiasta       | Stefan Edberg   | 2:6, 3:6         |
| Zwycięzca     | 2. | 22 grudnia 1991 | Monachium     | Dywanowa (hala) | Michael Chang   | 7:5, 6:2, 6:4    |
| Finalista     | 3. | 16 maja 1993    | Delray Beach  | Twarda          | Todd Martin     | 3:6, 4:6         |
| Zwycięzca     | 3. | 10 lipca 1994   | Newport       | Trawiasta       | Todd Woodbridge | 6:4, 3:6, 7:6(5) |
| Finalista     | 4. | 16 lipca 1995   | Newport       | Trawiasta       | David Prinosil  | 6:7(3), 7:5, 2:6 |

#### Gra podwójna (3–12)
| Końcowy wynik | Nr  | Data                 | Turniej                    | Nawierzchnia | Partner              | Przeciwnicy                     | Wynik finału       |
| ------------- | --- | -------------------- | -------------------------- | ------------ | -------------------- | ------------------------------- | ------------------ |
| Zwycięzca     | 1.  | 29 lipca 1990        | Toronto                    | Twarda       | Paul Annacone        | Broderick Dyke Peter Lundgren   | 6:1, 7:6           |
| Finalista     | 1.  | 9 września 1990      | US Open, Nowy Jork         | Twarda       | Paul Annacone        | Pieter Aldrich Danie Visser     | 2:6, 6:7, 2:6      |
| Finalista     | 2.  | 27 stycznia 1991     | Australian Open, Melbourne | Twarda       | Patrick McEnroe      | Scott Davis David Pate          | 7:6, 6:7, 3:6, 5:7 |
| Finalista     | 3.  | 19 maja 1991         | Umag                       | Ceglana      | Richey Reneberg      | Gilad Blum Javier Sánchez       | 6:7, 6:2, 1:6      |
| Finalista     | 4.  | 12 lipca 1992        | Newport                    | Trawiasta    | Paul Annacone        | Royce Deppe David Rikl          | 4:6, 4:6           |
| Finalista     | 5.  | 9 sierpnia 1992      | Los Angeles                | Twarda       | Francisco Montana    | Patrick Galbraith Jim Pugh      | 6:7, 6:7           |
| Zwycięzca     | 2.  | 18 kwietnia 1993     | Hongkong                   | Twarda       | Todd Woodbridge      | Sandon Stolle Jason Stoltenberg | 6:1, 6:3           |
| Finalista     | 6.  | 10 lipca 1994        | Newport                    | Trawiasta    | Kent Kinnear         | Alex Antonitsch Greg Rusedski   | 4:6, 6:3, 4:6      |
| Finalista     | 7.  | 23 kwietnia 1995     | Nicea                      | Ceglana      | Luke Jensen          | Cyril Suk Daniel Vacek          | 6:3, 6:7, 6:7      |
| Finalista     | 8.  | 15 października 1995 | Tel Awiw-Jafa              | Twarda       | Kent Kinnear         | Jim Grabb Jared Palmer          | 4:6, 5:7           |
| Zwycięzca     | 3.  | 5 maja 1996          | Atlanta                    | Ceglana      | Christo Van Rensburg | Bill Behrens Matt Lucena        | 7:6, 6:2           |
| Finalista     | 9.  | 12 maja 1996         | Pinehurst                  | Ceglana      | Ken Flach            | Pat Cash Patrick Rafter         | 2:6, 3:6           |
| Finalista     | 10. | 8 marca 1998         | Scottsdale                 | Twarda       | Kent Kinnear         | Michael Tebbutt Cyril Suk       | 6:4, 1:6, 6:7      |
| Finalista     | 11. | 11 kwietnia 1999     | Hongkong                   | Twarda       | Andre Agassi         | James Greenhalgh Grant Silcock  | walkower           |
| Finalista     | 12. | 17 czerwca 2001      | Londyn                     | Trawiasta    | Eric Taino           | Bob Bryan Mike Bryan            | 3:6, 6:3, 1:6      |